# Burg Grenzau
Die Burg Grenzau ist die Ruine einer Spornburg auf 250 m ü. NHN bei Höhr-Grenzhausen im Westerwaldkreis in Rheinland-Pfalz. Sie besitzt als einzige Burg Deutschlands einen dreieckigen Bergfried.

## Geschichte
Die Burg wurde von Heinrich II. von Isenburg um 1210 als Burg Gransioie erbaut (altfrz. für Großfreuden (frz. grande joie), woraus sich über Gran Joie (1238), Gransoge (1275), Grensoy(ge) (1331, 1343, 1346), Grensawe (1356), La Grange (1525), Grensove, Grensauwe, Grentzawe dann Grenzau entwickelte). Die erste urkundliche Erwähnung vom 6. Januar 1213 zeigt, dass der Isenburger sich mit dem Burgenbau über Rechte des Klosters Laach an diesem Ort hinweggesetzt hatte. Die Befestigung überwachte eine Fernstraße, die vom Rheintal bei Bendorf nach Osten auf den Westerwald führte, und sicherte damit eine Verbindung zu den Isenburger Besitzungen und Rechten im Lahntal, darunter die Herrschaften Limburg und Meudt sowie die Vogtei zu Villmar. Die Burg Grenzau war zudem Mittelpunkt einer kleinen Herrschaft mit Besitzungen der Isenburger, die insbesondere die Kirchspiele Alsbach, Grenzhausen, Breitenau, Nauort und Ransbach umfasste. Burg und Herrschaft Grenzau erhielten in den folgenden Jahrhunderten den Charakter einer Nebenresidenz verschiedener Linie des weit verzweigten Hauses Isenburg mit seinem verstreuten Territorium.
Eine offenbar kleine Besatzung an Burgmannen lässt sich mit verschiedenen Dokumenten belegen. 1337 ist erstmals ein Geistlicher auf Grenzau nachgewiesen, wohl der Kaplan der Burgkapelle. 1346 eroberte Erzbischof Balduin von Trier in der Grenzauer Fehde die Burg. Philipp I. musste trotz seines Sieges am Gumschlag über die Koblenzer Bürgerwehr 1347 die Lehnsherrschaft anerkennen. Kaiser Karl IV. erteilte Grenzau das Frankfurter Stadtrecht. 1436 ist erstmals der Sitz einer Kellerei in der Burg nachgewiesen. 1464 wird ein Wirtschaftshof erwähnt. 1439 lebte die ältere salentinische Linie der Herren und Grafen von Isenburg auf der Burg. 1460 erhielt Gerlach II. die Burg von Kurtrier zurück. 1557 lebte die jüngere salentinische Linie der Isenburger Grafen hier und verstärkte die Befestigungsanlagen durch Geschützbastionen im Norden und ein Rondell am Südhang. Zu ihr gehörte als vorletzter Graf der Grenzauer Linie Salentin von Isenburg, der von 1567 bis 1577 als Erzbischof und Kurfürst von Köln und von 1574 bis 1577 auch als Fürstbischof von Paderborn amtierte. 
Während des Dreißigjährigen Krieges wurde die Burg am 14. März 1635 von französischen Truppen aus Ehrenbreitstein in Brand gesetzt. 1664 fiel die stark beschädigte Burg nach dem Tod des Grafen Ernst von Isenburg-Grenzau als erledigtes Lehen wieder an Kurtrier und blieb für wenige Jahre Sitz einer Kellerei und eines Amts. 1700 wurde die Mühle unterhalb der Burg erneuert, 1722 ein Haus für den trierischen Admodiator auf dem „Schloss Grenzach“ erbaut, die Burg verfiel aber zusehends. 1788 wurde die bis dahin von den Bewohnern des Orts Grenzau noch genutzte Burgkapelle abgebrochen und an anderer Stelle neu errichtet, 1793 stürzte das Dach des Schlossturmes ein.
Aufgrund des Reichsdeputationshauptschlusses fiel die Burg 1803 an Nassau-Weilburg. Im Jahr 1866 kam sie an Preußen. 1925 wurde die Burg von Regierungsbaumeister Rudolph Arthur Zichner aus Wiesbaden erworben und dem Nerother Wandervogel zur Verfügung gestellt. 1953 erwarb der Architekt Hans Spiegel die Burg. Er führte Erhaltungsmaßnahmen und einen kleinen Ausbau durch und brachte dort seine große Sammlung von Keramik des Kannebäcker Lands unter. Seit seinem Tod 1987 wird die Burg von der Familiengesellschaft der vier Nachkommenlinien betreut.

## Beschreibung

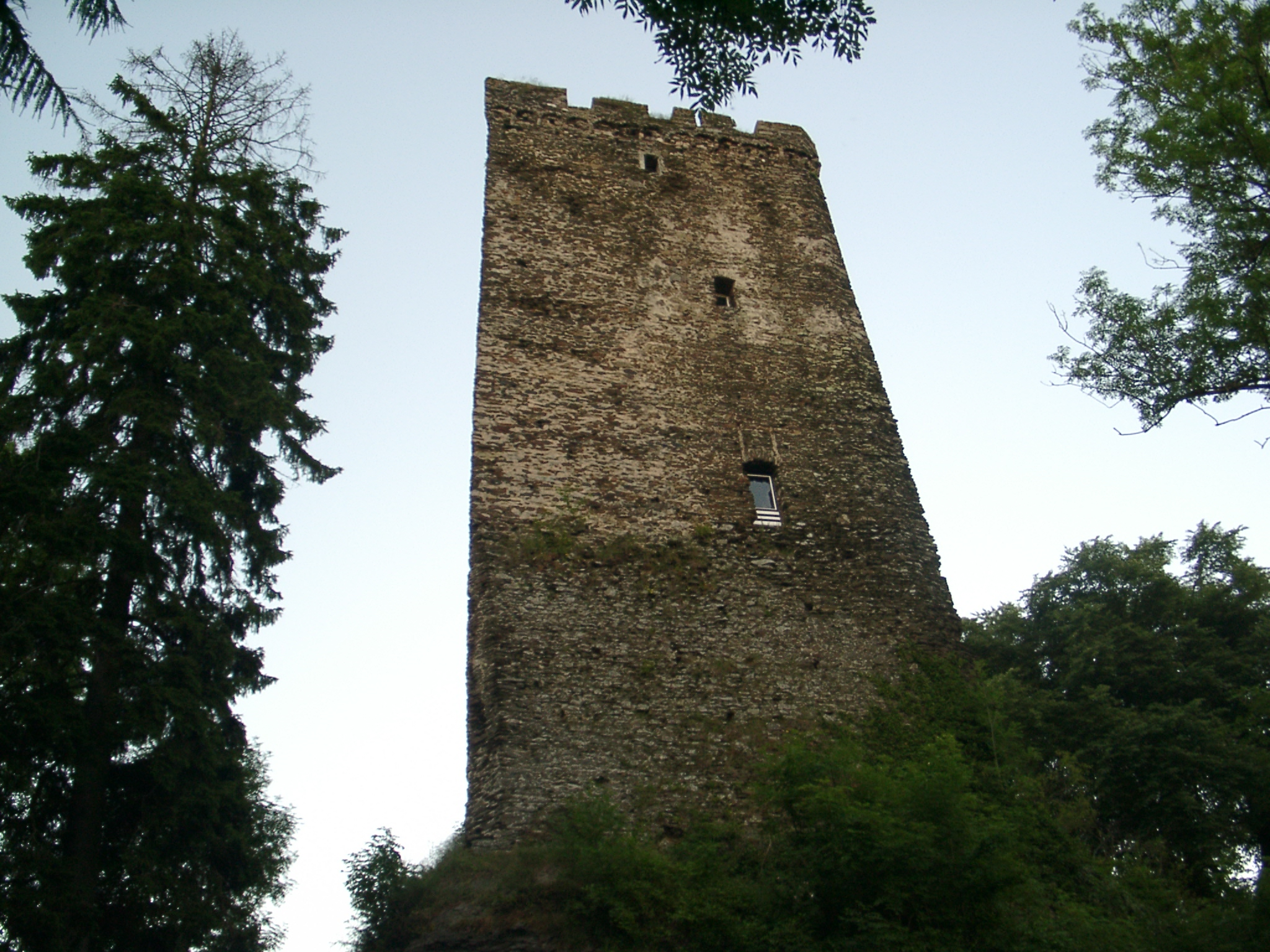
Bergfried

Die zweiteilige Spornburg verfügt über eine Kernburg, deren westlich vorgelagerte Vorburg abgegangen ist. An der Südseite befindet sich ein mit rundem Geschützturm und zwei Flügelmauern (um 1540) gelegenes Bollwerk getrennt durch einen Halsgraben. Der dreieckige, 32 Meter hohe viergeschossige Bergfried (Mitte 13. Jh.) liegt über dem nördlichen Halsgraben. Die für das heutige Deutschland einzigartige Dreiecksform des Bergfrieds lässt sich möglicherweise aus der Verbindung des Erbauers Heinrich I. zum Grafenhaus Peilstein erklären, die große Besitzungen in Niederösterreich und der Steiermark hatten, wo solche Bauformen verbreitet waren. Aus dem 14. Jahrhundert ist nur das mit einem kleinen Rundturm (Tourelle) flankierte Torhaus an der ehemaligen Ringmauer an der Südseite erhalten. An der Westseite ist noch die Ruine des Palas zu erkennen. Vermutlich in der ersten Hälfte des 17. Jahrhunderts wurden die Befestigungsanlagen verstärkt und auf die Verwendung von Feuerwaffen ausgelegt.

## Niederadel
Aus der Burgmannschaft der Burg bildeten sich zwei nachweisbare niederadlige Geschlechter.

### Die von Grenzau
Die von Grenzau waren ein Zweig des Hauses von Braunsberg. Für das Jahr 1305 ist ein Ritter Johann von Grenzau-Braunsberg überliefert. Das letzte belegte Mitglied der Familie im Mannesstamm ist Dietrich von Grenzau, der 1380 die Burg Dernbach erwarb, 1415 starb und die Burg an seine Tochter vererbte, die Stammmutter des Hauses Hilchen von Lorch. 1467 veräußerte Wilhelm von Staffel  Besitzungen nahe der Burg Grenzau, die er über seine Ehefrau aus dem Haus von Grenzau erhalten hatte. Besitz derer von Grenzau ist über den gesamten südlichen Westerwald hinweg bis in die Täler von Rhein und Lahn nachgewiesen. Das Wappen der Familie zeigte drei silberne Rauten oder Wecken im roten Schild, die auf dem Helm auf zwei roten Adlerflügeln erneut erscheinen.

### Die Schneiß oder Schnetz von Grenzau
Die Schneiß oder Schnetz von Grenzau gingen mit dem 1310 erwähnten Heinrich wohl aus den Schnitz von Kempenich hervor. Bedeutende Mitglieder der Familie waren ein 1391 als Prior von Maria Laach erwähnter Heinrich, Margaretha, 1492 bis 1504 Äbtissin von Gnadenthal, und Johann, um 1500 Hofmeister zu Siegen. Letzter nachweisbarer Stammfolger ist ein offenbar kurz vor 1576 gestorbener Johann. Bis 1781 sind noch unebenbürtige Nachkommen nachgewiesen, die Lehen aus den Familienbesitzungen erhielten. Der Besitzschwerpunkt lag im Westerwald, mit Streubesitz bis in Rheingau, Eifel und Taunus hinein. Das Wappen der Schneiß von Grenzau zeigte zwei silberne, mit einem roten Wechselzinnenbalken belegte Pfähle in einem blauen Schild.